# فيوض الرحمن الديوبندي
فيوض الرحمن الديوبندي (1318 - 1378 هـ / 1900 - 1958 م) هو عالم مسلم، من أهل الهند.
هو فيوض الرحمن بن حاجي عبد الرحمن الديوبندي. درس بدار العلوم في ديوبند و أخذ عن أنور شاه الكشميري، و مولانا ميرك شاه. درَّس الفارسية بجامعة البنجاب وصار رئيسًا لقسمها، كما ألقى بعض الدروس في الجامعة الرحيمية. من آثاره: «النفع العاجل».